# Hrabstwo Kalkaska
Hrabstwo Kalkaska (ang. Kalkaska County) – hrabstwo w stanie Michigan w Stanach Zjednoczonych. Obszar całkowity hrabstwa obejmuje powierzchnię 570,76 mil2 (1 478,27 km²). Według danych z 2010 r. hrabstwo miało 17 153 mieszkańców. Hrabstwo powstało w 1871.

## Sąsiednie hrabstwa
- Hrabstwo Antrim (północ)
- Hrabstwo Otsego (północny wschód)
- Hrabstwo Crawford (wschód)
- Hrabstwo Roscommon (południowy wschód)
- Hrabstwo Missaukee (południe)
- Hrabstwo Wexford (południowy zachód)
- Hrabstwo Grand Traverse (zachód)

## CDP
- Bear Lake
- Kalkaska (wieś)
- Manistee Lake
- Rapid City
- South Boardman